# Thomas Jutterström
Thomas Jutterström, född den 14 januari 1944 i Söderhamn, är en svensk jazzmusiker.
Thomas Jutterström fick ett dragspel som sjuåring, vilket blev inledningen på hans musikerkarriär. Hans första influenser kom från dansbanorna, men inspirerades tidigt av jazzen med namn som Charlie Parker, Miles Davis och John Coltrane. Han blev medlem av Gunnar Hammarlunds orkester i hemstaden, där även Jan Johansson spelade innan han flyttade från Söderhamn.
I tjugoårsåldern sökte sig Jutterström till Stockholm där han bland annat spelade åt artister som Östen Warnerbring, Cornelis Vreeswijk och Beppe Wolgers. Han återvände senare till Söderhamn, där han var medlem av jazzrockgruppen Splash. Han spelade därefter i Hudiksvalls Big Band och var en tid medlem i gruppen Fläsket brinner. Under 1980- och 90-talen övergick han alltmer till att verka som frilansande musiker och började även skriva mer egen musik. Han har även varit verksam som idrottslärare och som musiklärare på estetiska programmet i Söderhamn.
År 1987 tilldelades Jutterström STIM:s stipendium och 1990 fick han stipendium av Statens Kulturråd. Han tilldelades Jan Johansson-stipendiet 2001 med motiveringen: ”Thomas Jutterström är en skicklig pianist, kompositör och arrangör som kopplar samman folkmusik och jazz helt i Jan Johanssons anda”.